# Parhydraena brahma
Parhydraena brahma är en skalbaggsart som beskrevs av Perkins 2009. Parhydraena brahma ingår i släktet Parhydraena och familjen vattenbrynsbaggar. Inga underarter finns listade i Catalogue of Life.